# Друцька
Дру́цька — пасажирський залізничний зупинний пункт Козятинської дирекції Південно-Західної залізниці.
Розташований у селі Тарасівка Тетіївського району Київської області на лінії Погребище I — Жашків між станціями Погребище I (23 км) та Тетіїв (17 км).
Відкрито 1927 року як станцію під час відкриття руху залізницею. Тут було щонайменше 2 колії, але через відсутність вантажної роботи та необхідності роз'їзду поїздів бокова колія розібрана. Залишилася головна колія і платформа.
Чотири рази на тиждень (крім вівторка, середи та четверга) курсує дизель-поїзд Козятин I — Жашків.